# David Gerlach
David Gerlach (* 1983) ist ein deutscher Fremdsprachendidaktiker.

## Leben
Nach dem Abitur 2003 am Geschwister-Scholl-Gymnasium Winterberg studierte er von 2003 bis 2008 für das Lehramt für Gymnasien in Englisch und Biologie an der Philipps-Universität Marburg (2008 erstes Staatsexamen Lehramt für Gymnasien in Englisch und Biologie). Von 2009 bis 2011 war er Lehrkraft im Vorbereitungsdienst am Studienseminar in Kassel. Nach der Promotion 2013 an der Philipps-Universität Marburg am Fachbereich Erziehungswissenschaften/Institut für Schulpädagogik und der Habilitation 2019 ebenda (Venia legendi: Erziehungswissenschaft mit dem Schwerpunkt Fremdsprachenforschung) ist er seit 2021 Lehrstuhlinhaber für die Didaktik des Englischen (W3) im Fachgebiet Anglistik/Amerikanistik an der Universität Wuppertal.
Seine Forschung dreht sich insbesondere um die Förderung von Lese- und Schreibkompetenzen sowie die fremdsprachendidaktische Professions- und Lehrerbildungsforschung.

## Schriften (Auswahl)
- Legasthenie und LRS im Englischunterricht. Theoretische Befunde und praktische Einsichten. Münster 2010, ISBN 978-3-8309-2348-0.
- Wordly-Rechtschreibtraining. Konzeption und Evaluation eines Interventionsprogramms für lese-rechtschreib-schwache Englischlerner. Münster 2013, ISBN 3-8309-2996-X.
- mit Eynar Leupold: Schritt für Schritt: einsteigen – gestalten – durchhalten. Praxisbuch für Studium, Referendariat und Unterricht – Wege zu Zufriedenheit und Erfolg als Lehrperson. Seelze 2017, ISBN 3-7727-1104-9.
- Lese-Rechtschreib-Schwierigkeiten (LRS) im Fremdsprachenunterricht. 7 Punkte für einen erfolgreichen Start ins Thema. Tübingen 2019, ISBN 3-8233-8262-4.
- Zur Professionalität der Professionalisierenden: Was machen Lehrerbildnerinnen im fremdsprachendidaktischen Vorbereitungsdienst? Tübingen 2020. ISBN 3-8233-8359-0.